# 43e Match des étoiles de la Ligue nationale de hockey
Match précédent Match suivant
Le 43e Match des étoiles de la Ligue nationale de hockey fut tenu le 18 janvier 1992 dans le domicile des Flyers de Philadelphie, le The Spectrum. L'équipe représentant la Conférence Campbell l'emporta par la marque de 10 à 6 aux dépens de la Conférence Prince de Galles. L'étoile de la rencontre fut Brett Hull des Blues de Saint-Louis qui inscrivit deux buts en plus de récolter une mention d'assistance.

## Effectif

### Conférence Campbell
- Entraîneur-chef : Bob Gainey ; North Stars du Minnesota.
- Capitaine d'honneur : Lanny McDonald.

Gardiens de buts :
- 01 Kirk McLean ; Canucks de Vancouver.
- 30 Ed Belfour ; Blackhawks de Chicago.
- 32 Tim Cheveldae ; Red Wings de Détroit.

Défenseurs :
- 02 Al MacInnis ; Flames de Calgary.
- 04 Dave Ellett ; Maple Leafs de Toronto.
- 06 Phil Housley ; Jets de Winnipeg.
- 07 Chris Chelios ; Blackhawks de Chicago.
- 19 Larry Robinson ; Kings de Los Angeles.
- 24 Doug Wilson ; Sharks de San José.
- 25 Mark Tinordi ; North Stars du Minnesota.

Attaquants
- 10 Gary Roberts, AG ; Flames de Calgary.
- 12 Adam Oates, Centre ; Blues de Saint-Louis.
- 14 Theoren Fleury, AD ; Flames de Calgary.
- 16 Brett Hull, AD ; Blues de Saint-Louis.
- 17 Trevor Linden, AD ; Canucks de Vancouver.
- 18 Steve Yzerman, C ; Red Wings de Détroit.
- 20 Luc Robitaille, AG ; Kings de Los Angeles.
- 21 Vincent Damphousse, AG ; Oilers d'Edmonton.
- 23 Brian Bellows, AG ; North Stars du Minnesota.
- 27 Jeremy Roenick, C ; Blackhawks de Chicago.
- 91 Sergueï Fiodorov, C ; Red Wings de Détroit.
- 99 Wayne Gretzky, C ; Kings de Los Angeles.  Capitaine

### Conférence Prince de Galles
- Entraîneur-chef : Scotty Bowman ; Penguins de Pittsburgh.
- Capitaine d'honneur : Bobby Clarke.

Gardiens de buts
- 01 Don Beaupre ; Capitals de Washington.
- 33 Patrick Roy ; Canadiens de Montréal.
- 35 Mike Richter ; Rangers de New York.

Défenseurs :
- 02 Brian Leetch ; Rangers de New York.
- 04 Scott Stevens ; Devils du New Jersey.
- 05 Kevin Hatcher ; Capitals de Washington.
- 07 Paul Coffey ; Penguins de Pittsburgh.
- 28 Éric Desjardins ; Canadiens de Montréal.
- 77 Raymond Bourque ; Bruins de Boston.  Capitaine

Attaquants :
- 09 Kirk Muller, AG ; Canadiens de Montréal.
- 11 Mark Messier, C ; Rangers de New York.
- 12 Owen Nolan, AD ; Nordiques de Québec.
- 15 John Cullen, C ; Whalers de Hartford.
- 16 Joe Sakic, C ; Nordiques de Québec.
- 17 Rod Brind'Amour, AD ; Flyers de Philadelphie.
- 18 Randy Burridge, AG ; Capitals de Washington.
- 19 Bryan Trottier, C ; Penguins de Pittsburgh.
- 20 Ray Ferraro, AG ;Islanders de New York.
- 25 Kevin Stevens, AG ; Penguins de Pittsburgh.
- 66 Mario Lemieux, C ; Penguins de Pittsburgh.
- 68 Jaromír Jágr, AD ; Penguins de Pittsburgh.
- 89 Aleksandr Moguilny, AD ; Sabres de Buffalo.

## Feuille de match
| 18 janvier 1992 | Campbell | 10-6 (2-1, 6-2, 2-3) | Prince de Galles | The Spectrum 17 380 spectateurs |

| Feuille de match         | Feuille de match | Feuille de match                                                  | Feuille de match | Feuille de match                               |
| ------------------------ | --- | ----------------------------------------------------------------- | --- | ---------------------------------------------- |
|                          | Linden (Roenick, Tinordi) — 7 min 53 s - Gretzky (Hull, Robitaille) — 14 min 56 s Hull (Gretzky, Robitaille) — 20 min 42 s - Bellows (Fiodorov, MacInnis) — 27 min 40 s Roenick (Ellett) — 28 min 13 s Fleury (Robinson) — 31 min 6 s Hull (Gretzky, Robitaille) — 31 min 59 s Fleury (Damphousse, Oates) — 37 min 33 s - Bellows (Fiodorov) — 44 min 50 s - Roberts (Linden) — 58 min 42 s - | 1-0 1-1 2-1 3-1 3-2 4-2 5-2 6-2 7-2 8-2 8-3 8-4 9-4 9-5 10-5 10-6 | - K. Stevens (Jágr, Lemieux) — 11 min 20 s - S. Stevens (Moguilny, Messier) — 25 min 37 s - Nolan (Sakic, Bourque) — 19 min 29 s Trottier (Hatcher) — 44 min 3 s - Moguilny (Desjardins) — 45 min 28 s - Burridge (Sakic, Nolan) — 59 min 12 s | Arbitrage : Don Koharski Mark Vines, Mark Pare |
| Belfour Cheveldae McLean | Gardiens | Roy Beaupre Richter                                               | | Arbitrage : Don Koharski Mark Vines, Mark Pare |
| 0 min                    | Pénalités | 0 min                                                             | | Arbitrage : Don Koharski Mark Vines, Mark Pare |
| 42 (15 - 12 - 15)        | Tirs | 41 (14 - 9 - 18)                                                  | | Arbitrage : Don Koharski Mark Vines, Mark Pare |

## Source
- (en) « NHL All-Star Game Historical Summaries - 1992 », sur www.nhl.com (consulté le 15 février 2015)